# 文艺路街道 (长沙市)
文艺路街道，是中华人民共和国湖南省长沙市芙蓉区下辖的一个街道区划单位。文艺路街道下辖7个社区，2011年常住人口3.79万人；街道治所设水絮塘45号。 管辖区域大致范围：东起人民中路中心线向西，至芙蓉路中心线向北，至五一大道中心线向东，至韶山北路中心线向南，至人民路中心线止合围的区域内。 

## 行政区划
文艺路街道下辖以下地区：
识字里社区、文艺新村社区、韭菜园社区、湘府社区、乔庄社区、东广济桥社区和南元宫社区。